# Ródano (departamento)
Ródano (69; en francés: Rhône) es un departamento francés situado en la región de Auvernia-Ródano-Alpes. Los habitantes del departamento reciben el gentilicio francés de Rhodaniens.

## Geografía
Ródano es parte de la región Auvernia-Ródano-Alpes. Tiene una superficie de 2 715 km². Limita al norte con Saona y Loira, al este con Ain, al sureste con metrópoli de Lyon y Isère, y al oeste con Loira.
El punto más alto del departamento esta en el monte Saint-Rigaud con una elevación de 1009 m.

## Historia
En la división departamental de 1789, implementada el 4 de marzo de 1790, se incluyó el departamento de Ródano y Loira. Este fue dividido el 12 de agosto de 1793 en los actuales departamentos de Ródano y Loira.
Originalmente, el borde oriental de Ródano ha sido la ciudad de Lyon, de forma tal que las comunas del este de Lyon pertenecieron al departamento vecino. Con el crecimiento de Lyon y el desparramo del área urbana sobre las comunas suburbanas de Lyon, los límites del departamento fueron considerados poco prácticos y fueron considerados suburbios de Lyon fuera de Ródano. De esta manera, Ródano fue ampliada varias veces incorporando a sí misma los suburbios de Lyon del departamento vecino:
- En 1852, 4 comunas de Isère fueron incorporadas a Ródano.
- En 1967, 23 comunas de Isère y 6 comunas de Ain fueron incorporadas a Ródano.
- En 1971, la comuna de Colombier-Saugnieu de Isère fue incorporada a Ródano.

Con estas ampliaciones, el área del departamento de Ródano se incrementó de 2,791 km² a 3,249 km² (16.4 % más grande) en la actualidad. En el censo francés de 1999, el departamento original de Ródano tenía sólo 1.071.288 habitantes, lo cual significa que la población en los territorios añadida en los últimos dos siglos fue de 507.581 en 1999.

## Demografía
| 1801    | 1831      | 1841      | 1851      | 1856      | 1861      | 1866      |
| ------- | --------- | --------- | --------- | --------- | --------- | --------- |
| 299.390 | 434.980   | 500.831   | 574.745   | 625.991   | 662.493   | 678.648   |
| 1872    | 1876      | 1881      | 1886      | 1891      | 1896      | 1901      |
| 670.247 | 705.131   | 741.470   | 772.912   | 806.737   | 839.329   | 843.179   |
| 1906    | 1911      | 1921      | 1926      | 1931      | 1936      | 1946      |
| 858.907 | 915.581   | 956.566   | 993.915   | 1.046.028 | 1.028.379 | 918.866   |
| 1954    | 1962      | 1968      | 1975      | 1982      | 1990      | 1999      |
| 966.782 | 1.116.664 | 1.325.571 | 1.429.647 | 1.445.208 | 1.508.966 | 1.578.869 |

Notas a la tabla:
- El 2 de marzo de 1852, cuatro comunas de Isère pasaron a formar parte de Ródano.
- El 31 de diciembre de 1967, seis comunas de Ain (con 12.689 habitantes en 1962) y otras 23 de Isère (con 51.718 habitantes en 1962) se incorporaron a Ródano.
- El municipio de Colombier-Saugnieu (812 habitantes en 1968) pasó de Isère a Ródano el 1 de abril de 1971.

## Administración
Ródano es administrado por el Consejo departamental compuesto de 26 consejeros (2 por cantón) elegidos por seis años.